# جووه
جووه (به لاتین: Cüvə) یک منطقه مسکونی در جمهوری آذربایجان است که در شهرستان آق‌داش واقع شده‌است. جووه ۴۹۶ نفر جمعیت دارد.